# David Rapaport
David A. Rapaport (* 30. September 1911 in Budapest, Österreich-Ungarn; † 14. Dezember 1960 in Stockbridge, Massachusetts) war ein US-amerikanischer Psychologe und Psychoanalytiker.

## Leben
David Rapaport stammt aus einer bürgerlich-jüdischen Familie und engagierte sich schon früh in der Zionistischen Bewegung. Nach Studien der Mathematik und Physik verbrachte er zwei Jahre in einem Kibbuz in Palästina. Dort heiratete er Elvira Strasser, die später eine bekannte Mathematikerin werden sollte. Ihr erstes Kind Hanna wurde bald darauf geboren. Nach seiner Rückkehr nach Ungarn im Jahr 1935 leitete er die Zionistische Jugendbewegung und begann, Psychoanalyse zu studieren. Sein Lehranalytiker war – von 1935 bis 1938 – Theodor Reik. 1938 schloss er sein Studium der Psychologie an der damaligen Péter-Pázmány-Universität ab; das Thema seiner Dissertation lautete: Geschichte der Konzepte von Assoziationen – von Bacon bis Kant.
Im Dezember 1938 mussten Rapaport, Frau und Tochter emigrieren. Mit Hilfe des Emergency Committee on Relief and Immigration der American Psychoanalytic Association kamen sie in die Vereinigten Staaten. Rapaport fand schnell Arbeit als Psychologe in New York am Mount Sinai Hospital, dann im Osawatomie State Hospital, Kansas, und schließlich ab 1940 in der Menninger Clinic, in Topeka. Dort war er der erste Vollzeit-Psychologe in der Geschichte der Klinik, avancierte rasch zum Direktor der School of Clinical Psychology, dann zum Leiter der Forschungsabteilung. Sein Buch Emotions and Psychology erschien 1942, es ist ein Beleg seiner frühen Forschungsarbeiten. 1943 wurde die zweite Tochter, Juliette geboren.
Im August 1948 verließ Rapaport Topeka und seine Familie, um einen Ruf ans Austen Riggs Center in Stockbridge (Massachusetts) anzunehmen. Seine Seminare und Vorträge über Affekte, Aktivität/Passivität, das Gedächtnis, seine Kommentare über das siebente Kapitel von Freuds Traumdeutung und seine Übersetzungen von Arbeiten Fenichels, Schilders und Hartmanns machten ihn rasch populär unter Studierenden und Lehrenden. Seine Arbeiten wurden häufig zitiert, er wurde Mitglied der Western New England Psychoanalytical Society und der International Psychoanalytical Association. Rapaport starb plötzlich – im Alter von 49 Jahren – an einem Herzinfarkt.

## Auszeichnung
- 1960 erhielt Rapaport den Award der Division of Clinical Psychology in der American Psychological Association.

## Publikationen

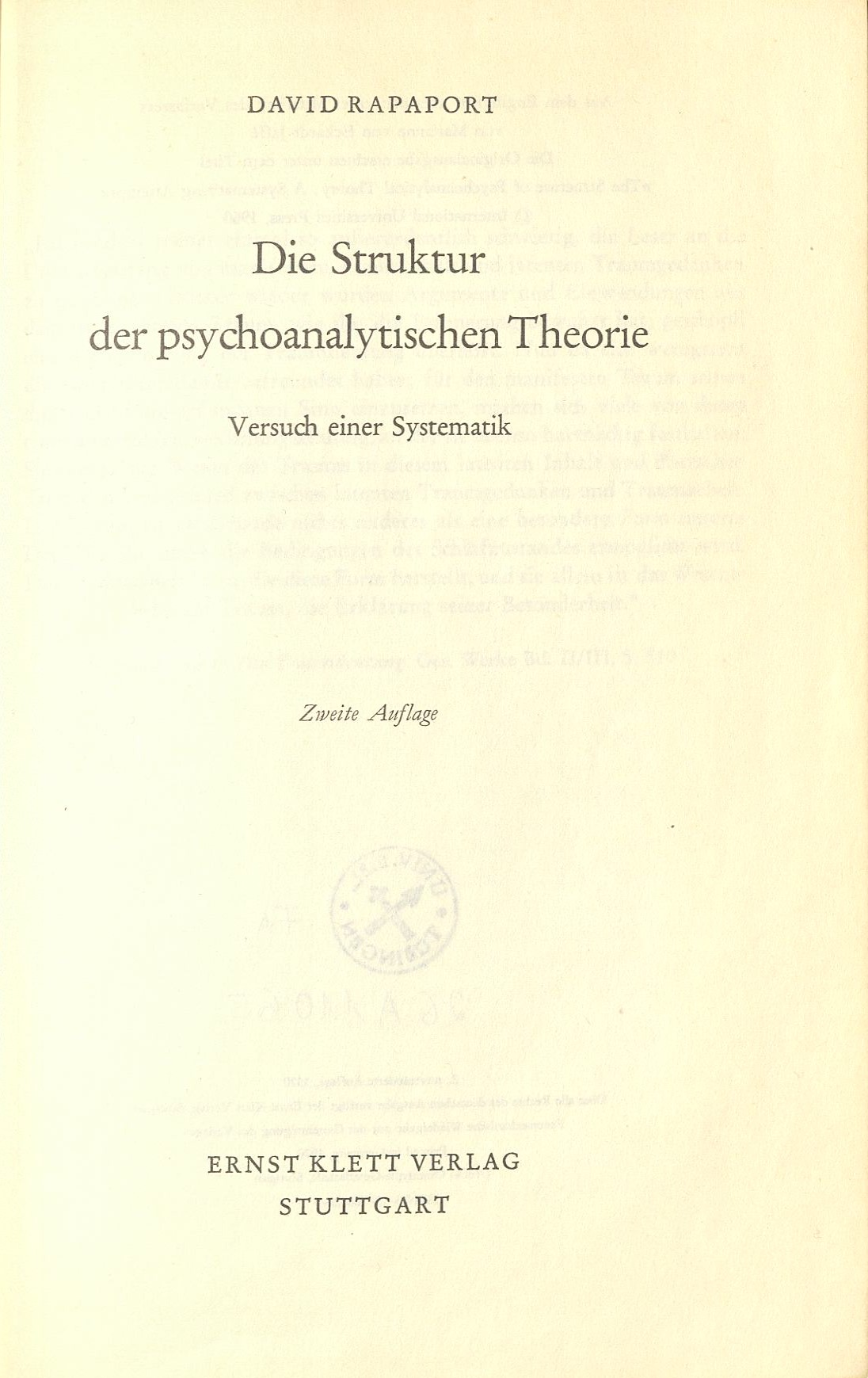
Die Struktur der psychoanalytischen Theorie, 1970

### In englischer Sprache
- Emotions and Memory. International Universities Press, New York 1971 (5. Auflage)
- The structure of psychoanalytic theory: A systematizing attempt. In S. Koch (Hrsg.): Psychology: A study of a science, vol. 3. New York 1959
- Organization and pathology of thought. Columbia University Press, New York 1951
- Diagnostic Psychological Testing (hrsg. gemeinsam mit Roy Schafer und Merton Gill), 1945-1946
- Emotions and Psychology, 1942

### In deutscher Sprache
- Gefühl und Erinnerung. Stuttgart : Klett, 1977
- Die Struktur der psychoanalytischen Theorie. Versuch einer Systematik. Ernst Klett, Stuttgart 1959, 1970 (2. Auflage)